# Poledne proti Putinovi

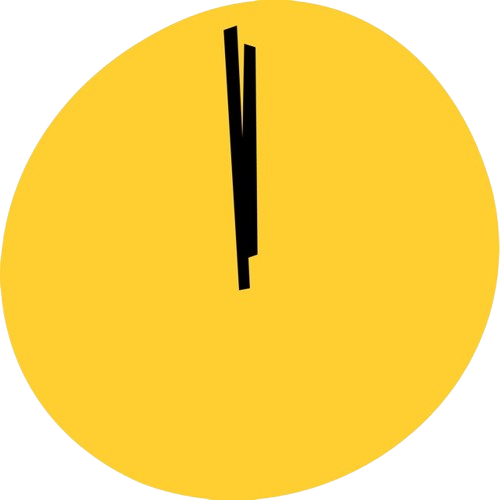
Logo akce

Poledne proti Putinovi (rusky Полдень против Путина) byla pokojná protestní akce v poslední den ruských prezidentských voleb v roce 2024, ve 12 hodin dne 17. března. Ruští občané, kteří nepodporují Vladimira Putina, se během ní měli dostavit najednou do volebních místností. Volit mohli kohokoli kromě Putina, anebo pokud v režimem řízených volbách neviděli smysl, volební lístek znehodnotit nebo nehlasovat vůbec.
Na mnoha místech v Rusku se v poledne 17. března vytvořily fronty, kromě Moskvy např. v Petrohradě, Nižném Novgorodu, Omsku, Novosibirsku. Silnou odezvu našla akce u Rusů žijících v zahraničí. Velké skupiny lidí se sešly u ambasád v New Yorku, Torontu, Berlíně nebo Buenos Aires. Desítky lidí se k protestu přidaly také na Václavském náměstí v Praze. Na Můstku organizátoři instalovali dva metry vysokou kostku opozičního umělce Antona Litvina s nápisem Praha proti Putinovi.
V Rusku bylo zadrženo minimálně 75 lidí – nejvíce v Kazani, Moskvě a Petrohradě. Úřady předem avizovaly, že účast v akci Poledne proti Putinovi může být potrestána až pěti lety vězení.
Výzva k této akci byla posledním politickým prohlášením opozičního politika Alexeje Navalného, než zemřel v únoru 2024 ve vězení. List Novaja Gazeta akci označil za „politický testament Navalného“.

## Pozadí

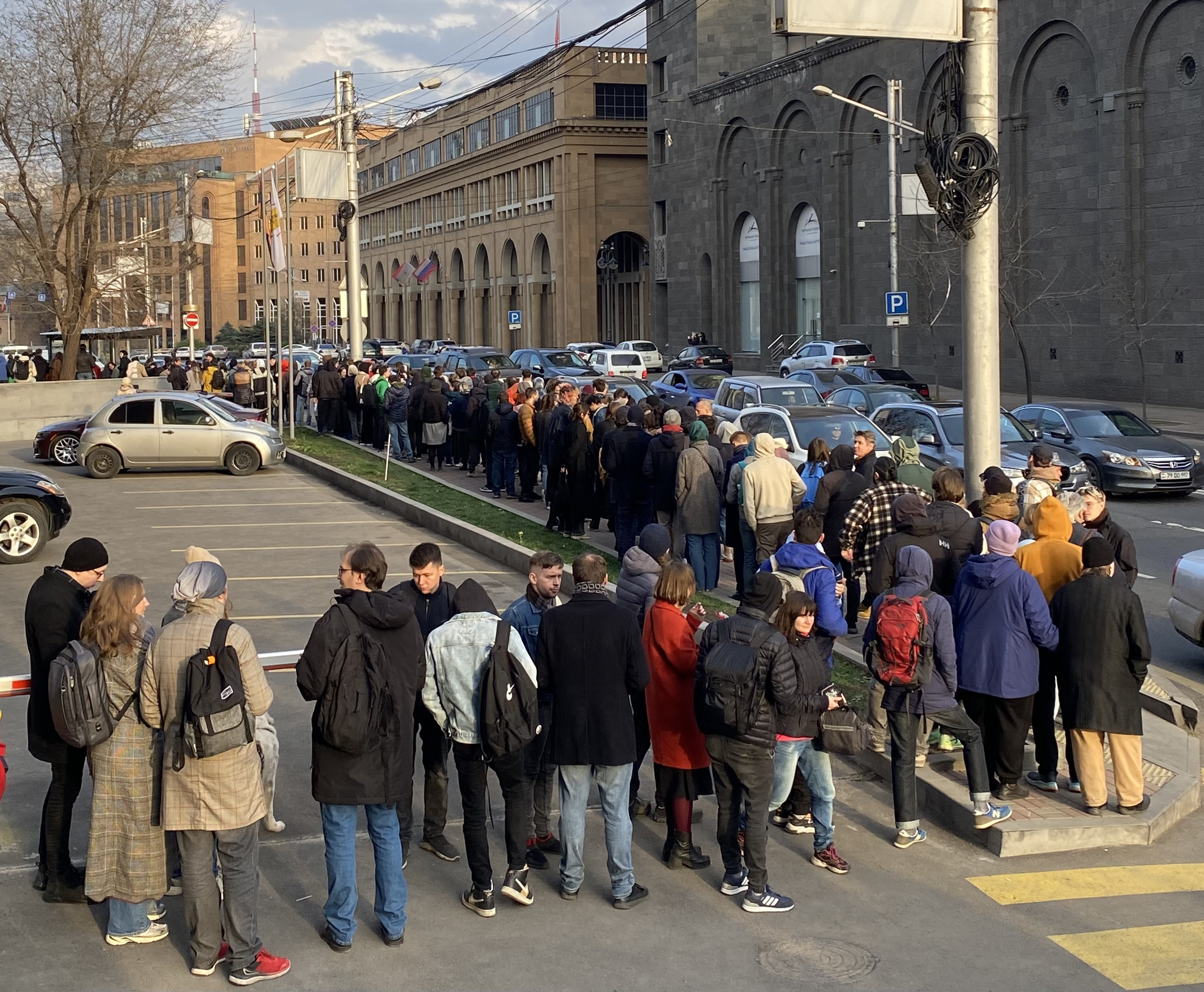
Fronta voličů v arménském Jerevanu

Autorem akce Poledne proti Putinovi je politik Maxim Reznik. Alexej Navalnyj v únoru vyzval Rusy, aby se této akce zúčastnili. Podle ekonoma Sergeje Gurijeva nebudou v prezidentských volbách žádní kandidáti, kteří by byli lepší nebo horší, ale pouze jeden velmi špatný kandidát.
Akci podpořili mj. podnikatel Michail Chodorkovskij, politik Dmitrij Gudkov, ekonom Sergej Gurijev, politik Leonid Gozman, politička a aktivistka Ljubov Sobolová, politoložka Jekatěrina Schulmannová, publicista Viktor Šenderovič, novinář Jevgenij Kiseljov, vězněný politik Vladimir Kara-Murza nebo aktivista Lev Ponomarjov. 
Alexej Navalnyj popsal akci jako bezpečný a legální způsob, jak vyjádřit svůj protest. Neexistuje podle něj způsob, jak takovou akci zastavit. „Bude to celonárodní protest proti Putinovi, blízko místa, kde žijete. Může na něj přijít každý, kdekoli. Budou se ho moct zúčastnit miliony lidí. A desítky milionů lidí toho budou moci být svědky,“ uvedl Navalnyj. Účast v poledne je podle něj tradičně vysoká, takže je „prostě nemožné“ rozpoznat, kdo přišel hlasovat proti Putinovi.
Akce s názvem Poledne proti Putinovi měla být podle Navalného i vyjádřením nesouhlasu s elektronickým hlasováním, které režimu umožní snadnější falšování výsledků.
Dne 28. února připravil lidskoprávní aktivista Lev Ponomarjov a jeho kolegové manifest občanského hnutí „Mír. Pokrok. Lidská práva“. Manifest mimo jiné vyzval k tomu, aby byla účast na akci Poledne proti Putinovi opravdu vysoká: „Pouze masová účast dává šanci ovlivnit situaci. Zajistěme tedy, aby celé Rusko stálo ve frontě u volebních místností a celý svět to viděl.“